# Gino Ferrin
Gino Ferrin (* 15. März 1947) ist ein ehemaliger Fußballspieler.

## Laufbahn
Gino Ferrin kam 1969 über die Stationen SV Schöneberg und BFC Südring zu Tennis Borussia Berlin. Im fünften Jahr in der Regionalliga Berlin, 1973/74, gewann er mit den „Veilchen“ die Meisterschaft und zog in die letzte Bundesliga-Aufstiegsrunde 1974 ein. Die Mannschaft von Trainer Georg Gawliczek setzte sich gegen die Konkurrenten FC Augsburg, Rot-Weiß Oberhausen, Borussia Neunkirchen und FC St. Pauli durch und stieg in die Fußball-Bundesliga auf. Ferrin hatte in der Aufstiegsrunde sechs Spiele absolviert und ein Tor erzielt.
In der Bundesliga-Saison 1974/75 absolvierte er sechs Spiele an der Seite der Mannschaftskameraden Hubert Birkenmeier, Ditmar Jakobs, Karl-Heinz Schnellinger und Norbert Stolzenburg  für die Berliner, die nach nur einem Jahr wieder den Weg in die Zweitklassigkeit antreten mussten.
Nach dem Abstieg 1975 wechselte er zum FC St. Pauli, für den er zwischen 1975 und 1979 72 Spiele in der 2. Fußball-Bundesliga Nord absolvierte, wobei er zwei Tore schoss. In der Saison 1976/77 feierte er mit Trainer Diethelm Ferner und seinen Mitspielern Jürgen Rynio, Dietmar Demuth, Walter Frosch, Walter Oswald und Franz Gerber die 2. Liga-Meisterschaft und damit den Bundesliga-Aufstieg. In der Aufstiegsrunde hatte der Ex-Berliner 26 Spiele für das Millerntor-Team absolviert. Ferrin hatte mit Verletzungen zu kämpfen und fiel in der Bundesliga ein halbes Jahr aus und kam somit nur zu sechs Einsätzen.
Nach dem Abstieg kam St. Pauli mit Trainer Sepp Piontek in der Runde 1978/79 in der 2. Liga auf den sechsten Rang – Ferrin hatte 29 Spiele absolviert – und konnte damit eine zufriedenstellende sportliche Ausgangsposition vorweisen. Der DFB sprach aber im Sommer 1979 einen Lizenzentzug gegen St. Pauli aus und damit ging der 32-Jährige mit den Hamburgern in das Amateurlager zurück.
1980 wechselte er zu den HSV-Amateuren, kurz darauf begann er eine Trainerlaufbahn im Berliner Jugend- und Amateurfußball.